# Brote de cólera en Yemen de 2016-2021
El brote de cólera en Yemen comenzó en octubre de 2016. Hacia mediados de marzo de 2017 el brote estaba disminuyendo, pero ha resurgido desde el 27 de abril de 2017 —según se dice después de que el sistema de alcantarillado de la capital, Saná dejó de funcionar, sin embargo, hasta noviembre de 2021, se han informado más de 2,5 millones de casos y casi 4.000 personas han muerto en el brote de cólera de Yemen, que las Naciones Unidas consideraron la peor crisis humanitaria del mundo en ese momento. El brote ha disminuido sustancialmente para 2021, con un programa de vacunación exitoso implementado y solo 5676 casos sospechosos con dos muertes reportadas entre el 1 de enero y el 6 de marzo de 2021.
El 24 de junio de 2017, UNICEF y la OMS estimó el número total de casos en el país por encima de los 200 000, con 1300 muertes y 5000 casos nuevos todos los días. Las dos agencias declararon que era «el peor brote de cólera en el mundo.» Aproximadamente la mitad de los casos, y un cuarto de las muertes, han sido niños.
A fecha de 12 de junio de 2017, el índice de mortalidad del brote es del 0,7 %, pero la mortalidad es sustancialmente más alta en personas mayores de 60 años (3.2 %). El serotipo de Vibrio cholerae implicado en el brote es Ougawa. Un total de 268 distritos de 20 de las 23 gobernaciones del país han tenido casos a fecha de 21 de junio de 2017; la mitad de ellos provienen de las gobernaciones de Amanat Al Asimah (la capital Saná), Al Hudayda, 'Amran y Hajjah, todas ellas situadas en el oeste del país.
UNICEF y la OMS han atribuido el estallido a la desnutrición y el retroceso en los sistemas de saneamiento y de agua limpia debido al conflicto actual del país. Los impactos del brote se han visto exacerbados por el derrumbamiento de los servicios de salud yemeníes, donde muchos trabajadores de salud llevan meses sin cobrar.

## Comienzo del brote
Tras "el conflicto civil entre los rebeldes hutíes y el régimen yemení internacionalmente reconocido",el brote de cólera en Yemen comenzó a principios de octubre de 2016, y en enero de 2017, la Oficina Regional de la OMS para la Región Oriental Mediterráneo (OMS EMRO) consideró que el brote era inusual por su rápida y amplia propagación geográfica. El serotipo de vibrio cholerae O1 implicado es Ougawa.